# S/2004 S 3
S/2004 S 3 は、F環のすぐ外側を公転している土星の衛星と思われる天体である。発見が報告されて以降再発見されておらず、見失われた状態にある。また、固体の実体を持った衛星ではなく、粒子塊 (clump) である可能性も指摘されている。
2004年6月21日に土星探査機カッシーニによって撮影された写真の中からカッシーニの撮像チームメンバーである Carl Murray によって発見され、同年9月9日に国際天文学連合のサーキュラーで公表された。
S/2004 S 3 の発見のわずか5時間後にはS/2004 S 4という別の天体が発見されており、こちらも同時に発見が公表されたが、S/2004 S 4 はF環の内側を回っていた。軌道が違っていたため新しい名称が付けられたが、F環を横切るような軌道を持つ同一の物体である可能性もある。このような天体はF環とはわずかに異なる軌道傾斜角で公転している可能性があり、その場合は環の外側と内側を行き来していたとしても、実際にはF環の物質の中を通過しないことになる。発見報告の段階では、この2つが同一の天体なのか別の天体なのか、また固体としてまとまっている衛星なのか一時的に集まっている粒子塊なのかについては不明瞭であるとされている。
その後、発見から118日後の10月17日に同じくカッシーニの撮像チームによって再発見が報告され、この時の軌道の推定から S/2004 S 4 とは別の天体であることが明確になったとされた。ただしこの報告は2006年に行われた別の報告とは一致しない。
その後再発見の試みにもかかわらず、この天体を再発見したという報告はされていない。特に、2004年11月15日に行われた 4 km の解像度で軌道全体をカバーした撮像調査でも再発見することはできなかった。そのためこの天体は一時的に集まった粒子塊であり、この観測が行われるまでの間に消失してしまった可能性が指摘されている。
もし S/2004 S 3 が実在する固体天体だったとすると、その明るさから直径は 3-5 kmで、140,100-140,600 km の軌道長半径で0.62日周期で公転していると推定される。またF環の羊飼い衛星であると思われる。